# Vladimír Procházka (judista, 1947)
Vladimír Procházka (* 11. července 1947 Děčín) je československý mistr bojových umění (6. Dan SZJu), bývalý reprezentant v zápase judo z přelomu 60. a 70. let a pozdější trenér a vysoký sportovní funkcionář.

## Sportovní kariéra
Vyrůstal v pražské čtvrti Letná. S judem začínal ve 13 letech po vzoru svého staršího bratra v klubu TJ Spartak Tesla na Žižkově pod vedením Jaroslava Klenota. V roce 1964 přešel s trenérem do většího oddílu TJ Spartak Praha Sokolovo (Sparta Praha). V roce 1966 narukoval na vojnu do plzeňské Dukly, která byla po roce převelena na Slovensko do Banské Bystrice.
Po skončení povinné vojenské služby spojil další sportovní kariéru s bystrickou Duklou pod vedením trenéra Jiřího Synka. V roce 1970 získal svůj první seniorský titul mistra republiky a s blížícími se olympijskými hrami v Mnichově byl reprezentační jedničkou v lehké váhové kategorii do 63 kg. V roce 1971 utrpěl během mistrovství Evropy v Göteborgu luxaci ramene, která ovlivnila jeho přípravu na olympijskou sezonu 1972. Sportovní kariéru ukončil po vleklých zdravotních potížích v roce 1975.

### Výsledky
| Turnaj             | 1970 | 1971 | 1972 |
| Turnaj             | 23   | 24   | 25   |
| Turnaj             | −63  | −63  | −63  |
| ------------------ | ---- | ---- | ---- |
| Olympijské hry     |      |      | —    |
| Mistrovství světa  |      | —    |      |
| Mistrovství Evropy | úč.  | úč.  | úč.  |

## Trenérská a funkcionářská kariéra
Po skončení sportovní kariéry se věnoval trenérské a funkcionářské práci. Zaměřoval se na výchovu mládeže v Banské Bystrici. Je spoluzakladatelem žákovské olympiády, která se pořádá každoročně od roku 1976.
V roce 1995 se z rodinných důvodů vrátil do Prahy a do roku 2012 pracoval jako instruktor bojových umění na policejní škole v Hrdlořezích.